# Mercury Milan
La Milan è un'autovettura mid-size prodotta dalla Mercury dal 2005 al 2010 solamente in versione berlina quattro porte.

## Storia
Il modello era basato sul pianale CD3 della Ford. La Milan era sostanzialmente la vettura gemella della Ford Fusion venduta in America ed era collocata sotto la più lussuosa Lincoln MKZ. La Milan è stata presentata al pubblico al salone dell'automobile di Chicago ed è stata venduta negli Stati Uniti, in Messico ed in Medio Oriente. È stata prodotta dal 1º agosto 2005 al 17 dicembre 2010 ad Hermosillo, in Messico. Il modello uscì di produzione in seguito alla soppressione del marchio Mercury.

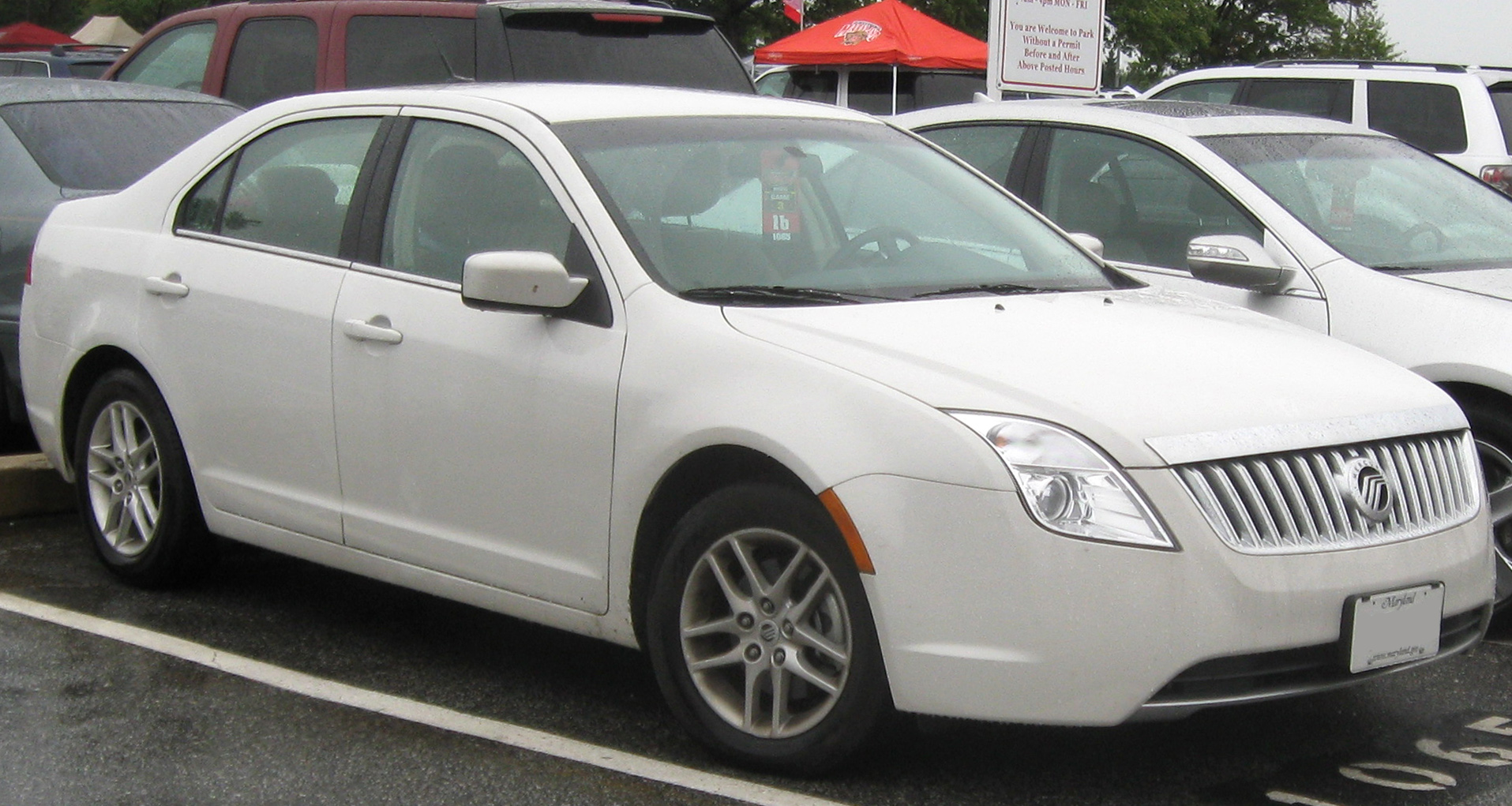
Una Mercury Milan restyling 2010

Il nome della vettura derivava dalla traduzione in inglese del nome Milano (appunto, Milan), da cui prende nome anche la famosa squadra di calcio del capoluogo lombardo, il Milan.
La Milan differiva dalla Fusion per il design del frontale e della coda, per la presenza di fanali a LED e per gli interni, che erano differenti. La Milan riempì il vuoto lasciato dalla Mercury Mystique e dalla Mercury Sable che uscirono di produzione, rispettivamente, nel 2000 e nel 2005. La Milan era quindi la berlina alla base della gamma Mercury. Il modello era offerto con sei allestimenti: I4, V6, I4 Premier, V6 Premier, V6 AWD e Premier AWD.

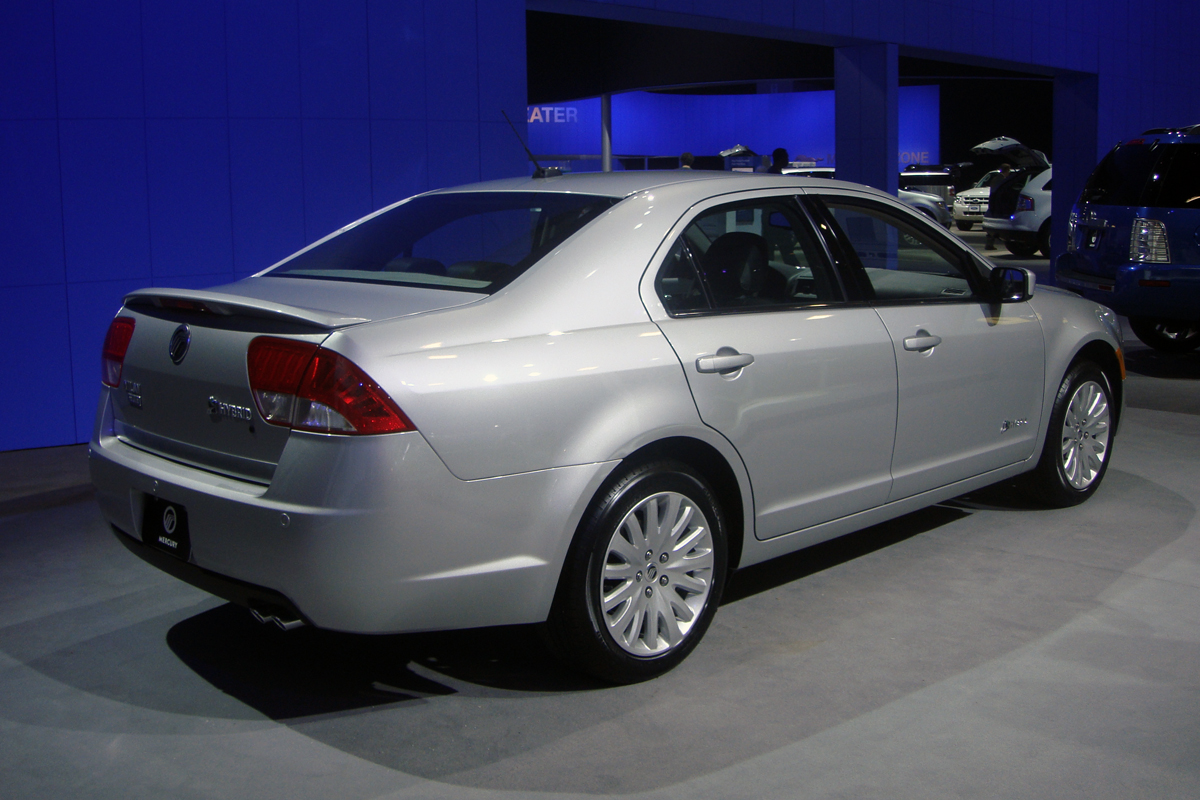
Una Mercury Milan Hybrid

La gamma dei motori disponibili sulla Milan comprendeva due quattro cilindri in linea (da 2,3 L e 2,5 L di cilindrata) e un V6 da 3 L. I primi due erano accoppiati a un cambio manuale a cinque rapporti (era però opzionale una trasmissione automatica a cinque marce), mentre al propulsore V6 era associato solamente un cambio automatico a sei rapporti. A quest'ultimo motore, dal 2007, era possibile associare un'opzionale trazione integrale. Di norma, la Milan era a trazione anteriore. Anche il motore era installato anteriormente.
Nel 2010 la Milan fu aggiornata. Questa revisione coinvolse il frontale, la coda, le ruote ed il cruscotto. Nell'occasione, venne introdotta una versione ibrida che prevedeva anche la presenza di un motore elettrico ed aveva installato un cambio continuo.
Nel novembre del 2006 la rivista Consumer Reports ha incluso la Milan nella categoria dei modelli per famiglie che potevano essere considerati più affidabili.

## La sicurezza
Dei test eseguiti dalla NCAP (New Car Assessment Program) sulla Milan hanno dato i seguenti risultati:
| Test                                   | Giudizio |
| -------------------------------------- | -------- |
| Impatto frontale lato conducente       |          |
| Impatto laterale lato conducente       |          |
| Impatto laterale passeggero anteriore  |          |
| Impatto laterale passeggero posteriore |          |
| Ribaltamento (traz. ant.)              |          |
| Ribaltamento (traz. int.)              |          |

## I motori ed i cambi
| Model year | Motore                                                | Potenza             | Coppia               | Cambio                            | Consumi Città/Autostrada                                                        |
| ---------- | ----------------------------------------------------- | ------------------- | -------------------- | --------------------------------- | ------------------------------------------------------------------------------- |
| 2006–2009  | Duratec a quattro cilindri in linea da 2.3 L          | 160CV @ 6.250 giri  | 212 N•m @ 4.250 giri | G5M manuale a cinque rapporti     | 12 L/100 km 8,1 L/100 km                                                        |
| 2006–2009  | Duratec a quattro cilindri in linea da 2.3 L          | 160CV @ 6.250 giri  | 212 N•m @ 4.250 giri | FNR5 automatico a cinque rapporti | 12 L/100 km 8,4 L/100 km                                                        |
| 2010–2011  | Duratec a quattro cilindri in linea da 2.5 L          | 175 CV @ 6.000 giri | 233 N•m @ 4.500 giri | G6M manuale a sei rapporti        | 11 L/100 km/7,6 L/100 km                                                        |
| 2010–2011  | Duratec a quattro cilindri in linea da 2.5 L          | 175 CV @ 6.000 giri | 233 N•m @ 4.500 giri | 6F35 automatico a sei rapporti    | 10 L/100 km/6,9 L/100 km (ruote da 16") 11 L/100 km/7,6 L/100 km (ruote da 17") |
| 2010–2011  | Duratec a quattro cilindri in linea da 2.5 L (ibrido) | 156 CV @ 6.000 giri | 184 N•m @ 2.250 giri | cambio continuo                   | 5,7 L/100 km 6,5 L/100 km                                                       |
| 2006–2009  | Duratec V6 da 3 L traz. ant.                          | 221 CV @ 6.250 giri | 278 N•m @ 4.800 giri | TF-80 automatico a sei rapporti   | 13 L/100 km 9 L/100 km                                                          |
| 2006–2009  | Duratec V6 da 3 L traz. int.                          | 221 CV @ 6.250 giri | 278 N•m @ 4.800 giri | TF-80 automatico a sei rapporti   | 14 L/100 km 9,4 L/100 km                                                        |
| 2010–2011  | Duratec V6 da 3 L traz. ant.                          | 240 CV @ 6.550 giri | 302 N•m @ 4.300 giri | 6F35 automatico a sei rapporti    | 13 L/100 km 8,7 L/100 km                                                        |
| 2010–2011  | Duratec V6 da 3 L traz. int.                          | 240 CV @ 6.550 giri | 302 N•m @ 4.300 giri | 6F35 automatico a sei rapporti    | 13 L/100 km 9,4 L/100 km                                                        |

## Vendite
| Anno   | Vendite |
| ------ | ------- |
| 2005   | 5.321   |
| 2006.  | 35.853  |
| 2007   | 37.244  |
| 2008   | 31.393  |
| 2009   | 27.403  |
| 2010   | 28.912  |
| Totale | 166.126 |